# Delticom

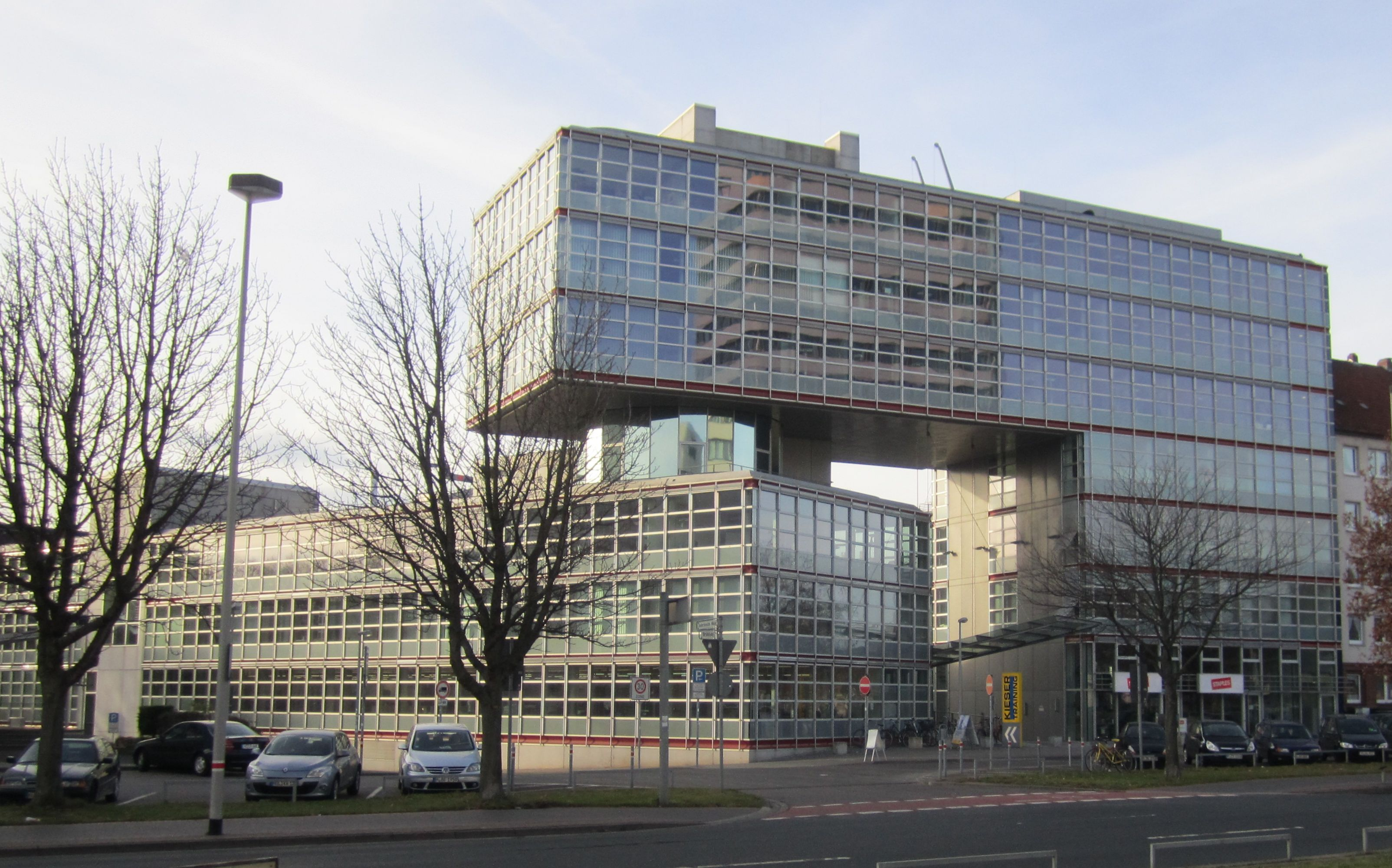
Sede comercial en Hannover

Delticom AG con sede en Hannover es un comerciante de neumáticos en línea que cotiza en bolsa. La empresa le ofrece a clientes privados y comerciales a través de 140 tiendas virtuales en 42 países una amplia gama de neumáticos para turismos y motocicletas además de recambios y productos adicionales para los mismos. Con más de 500 millones de € de volumen de ventas p.a. Delticom es el comerciante de neumáticos más grande de Europa.

## Historia
En 1999 Rainer Binder y Andreas Prüfer, dos exgerentes de la Continental AG, fundaron Delticom en Hannover.
En el año 2000 Delticom AG comenzó ReifenDirekt.de la primera tienda virtual para clientes privados, en junio de ese mismo año apareció Autoreifenonline.de para clientes comerciales. En agosto de 2001 Delticom fundó su primera filial en Gran Bretaña, la "Delticom Ltd", y abrió su primera tienda virtual de neumáticos en un área no germanoparlante. A partir de ahí, Delticom prosiguió con su crecimiento internacional y en octubre de 2003 Delticom abrió su tienda virtual de neumáticos en España, neumaticos-online.es.
En abril de 2002 Delticom fue nominada para el premio Deutschen Gründerpreis – la empresa ocupó uno de los tres primeros puestos en la categoría"Ascendente". A partir de 2003 Delticom amplió su oferta actual con aceites para motor, baterías, portaequipajes de techo o traseros y también repuestos para automóviles. En noviembre Delticom ganó el premio Deutschen Internetpreis 2003 y recibió un premio en efectivo por el concepto del comercio en internet de neumáticos. En diciembre Delticom recibió el premio World Summit Award 2003.
En septiembre de 2004 Delticom AG consiguió nuevos inversores: Nord Holding y RBK (ambos residentes en Hannover), que apoyaron sus planes de expansión internacional. En octubre de 2004 Delticom volvió a ganar un nuevo premio y ocupó el tercer puesto en la competición "Deloitte Technology Fast50" 2004. La empresa recibió un premio por ser la empresa tecnológica con el mayor crecimiento de Alemania no cotizada en bolsa. En abril de 2006 Delticom consiguió ser en eBay el Power-Seller N.º 1 de eBay-Motors.
Desde el 26 de octubre de 2006 Delticom está registrada dentro de la categoría Prime Standard de la bolsa de valores alemana en Fráncfort (WKN 514680, ISIN DE0005146807, símbolo en bolsa DEX). Desde el 19 de diciembre de 2008 hasta el 22 de junio de 2005, las acciones de Delticom han sido parte del SDAX. Además las acciones también cotizan en el índice neerlandés Nisax20.
En septiembre de 2013 Delticom compró a su competidor Tirendo pro aprox. 50 millones de euros.

## Filiales

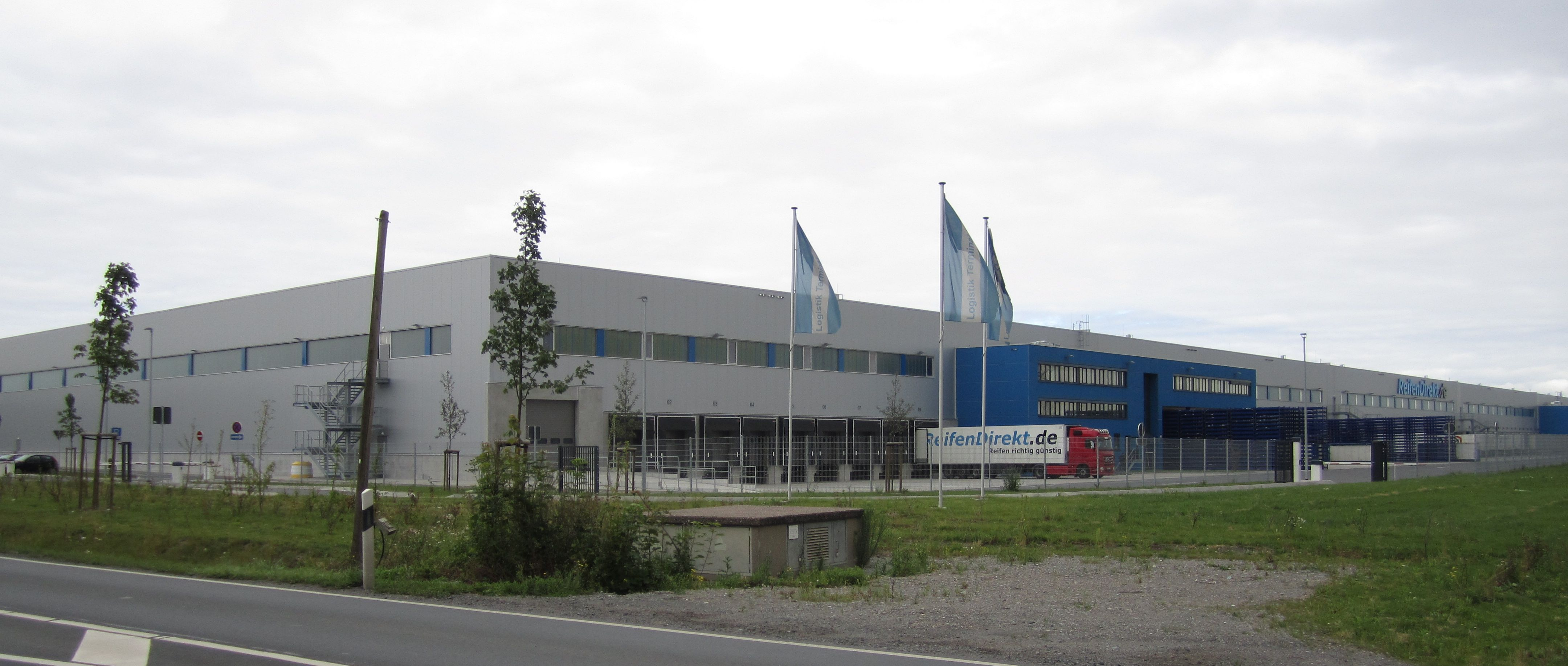
Almacén de Reifendirekt en Höver cerca de Hannover

A Delticom AG pertenecen las siguientes filiales:
- Delticom North America Inc., Benicia (California, EE. UU.)
- Delticom OE S.R.L., Timisoara (Rumanía)
- Delticom Tyres Ltd., Oxford (Gran Bretaña)
- Deltiparts GmbH, Hannover (Alemania)
- Giga GmbH, Hamburg (Alemania)
- Pnebo Gesellschaft für Reifengroßhandel und Logistik mbH, Hannover (Alemania)
- Reife tausend1 GmbH, Hannover (Alemania)
- Tirendo Deutschland GmbH, Berlín (Alemania)
- Tirendo Holding GmbH, Berlín (Alemania)
- TyresNET GmbH, Múnich (Alemania)
- Tyrepac Pte. Ltd., Singapur
- Wholesale Tire and Automotive Inc., Benicia (California, EE. UU.)

## Compromiso
Delticom se compromete entre otros al fomento de jóvenes Start-ups. En 2006 donó el premio especial de la competición de emprendedores E-Commerce – mit Multimedia erfolgreich starten ( comercio electrónico emprender con éxito usando multimedia) del Ministerio Federal para Economía y Tecnología.